# Idstein
Idstein [ˈɪtʃtaɪn] è una città del distretto di Rheingau-Taunus, nell'Assia meridionale. Si trova sui monti Taunus, a nord della capitale Wiesbaden, e svolge la funzione di centro di medie dimensioni secondo la pianificazione statale dell'Assia.
Dal 18 ottobre 2016 Idstein ha la denominazione aggiuntiva ufficiale di città universitaria, in riferimento alla sede locale dell'università privata Fresenius University of Applied Sciences.

## Geografia fisica

### Posizione geografica
Il centro storico di Idstein è delimitato da due ruscelli: il Wolfsbach ad est ed il Wörsbach a ovest. Lungo il Wolfsbach sono ancora oggi riconoscibili i resti dell'omonimo insediamento, oggi disabitato.
A occidente del Wörsbach si innalzano alcune colline: nell'ordine troviamo la Hohe Kanzel (592 m), il Roßberg (426 m), il Rügert (402 m) ed il Rosenkippel (379 m). A sud, oltre al Galgenberg (348 m), si trova la brughiera di Dasbach. Oltrepassando il Rügert si giunge nelle frazioni di Oberauroff e Niederauroff, nella valle del ruscello di Auroff. A nord di Idstein la valle del Wörsbach si immette nel Goldener Grund, un territorio molto fertile che si estende fino alla valle della Lahn.
Lungo il pendio delle alture occidentali il territorio comunale è attraversato dall'autostrada A3 e dalla linea ferroviaria ad alta velocità da Francoforte a Colonia.

### Clima
Le precipitazioni annue sono di 724 mm, un valore relativamente normale in quanto si colloca nel decimo medio dei valori registrati in Germania. Valori inferiori sono registrati nel 45% delle stazioni di misurazione del Servizio meteorologico tedesco. Il mese più secco è febbraio, mentre le precipitazioni maggiori si registrano a giugno. A giugno le precipitazioni sono 1,6 volte superiori a quelle di febbraio. Le precipitazioni variano solo in minima parte e sono distribuite in modo estremamente uniforme durante l'anno. Solo il 4% delle stazioni di misurazione registra fluttuazioni stagionali inferiori.

### Comuni limitrofi
Il territorio comunale di Idstein confina a nord con Bad Camberg (circondario di Limburg-Weilburg) e Waldems (circondario di Rheingau-Taunus), ad est con Glashütten (circondario dell'Alto Taunus), a sud-est con Eppstein (circondario del Meno-Taunus), a sud con Niedernhausen, a sud-ovest con Taunusstein ed a ovest con Hünstetten (le ultime tre nel circondario di Rheingau-Taunus).

## Geografia antropica

### Frazioni
Il comune di Idstein comprende numerose frazioni: Kröftel, Heftrich, Dasbach, Walsdorf, Nieder-Oberrod, Wörsdorf, Lenzhahn, Ehrenbach, Eschenhahn, Niederauroff ed Oberauroff.

## Storia
Idstein fu citata per la prima volta in un documento ufficiale nel 1102 con il nome di Etichenstein.
Tra il 1102 ed il 1721 Idstein è stata per lunghi periodi residenza dei duchi di Nassau. Uno di essi, Adolfo di Nassau, è stato dal 1292 al 1298 re di Germania; egli morì alla fine di una sanguinosa battaglia con il pretendente al trono Alberto I di Asburgo.
Durante il XVII secolo Idstein è stata tristemente famosa per le persecuzioni nei confronti delle streghe, attuate con spaventosa crudeltà dal duca Johannes.
Nel 1721 Idstein passò ai Nassau-Ottweiler e poi nel 1728 ai Nassau-Usingen, perdendo così la sua importanza come centro di potere. Il casato di Nassau-Usingen si unificò nel 1806 con quello di Nassau-Weilburg, formando così il ducato di Nassau, che divenne membro della confederazione del Reno. Dopo la guerra austro-prussiana del 1866 il ducato fu annesso dalla Prussia e divenne la provincia di Assia-Nassau.
Il castello dei Nassau risalente al XVII secolo è oggi sede di una scuola, di cui fanno parte anche alcuni edifici più recenti.
Dalla fine del XVIII fino alla metà del XX secolo Idstein è stata sede di importanti industrie del settore della lavorazione del cuoio. Durante la seconda guerra mondiale la manodopera in tali attività produttive era costituita, in parte, da persone ai lavori forzati. Nel 1956 la principale fabbrica della città fu allagata da una devastante alluvione e nel 1959 fu chiusa per ragioni di natura economica. Il terreno su cui sorgeva la fabbrica fu in seguito utilizzato come parcheggio; oggi vi sorgono edifici commerciali ed abitativi attorno al Löherplatz, che ha assunto le funzioni di piazza del mercato. Nella frazione di Ehrenbach è rimasta una fabbrica che si occupa della lavorazione del cuoio.
L'istituto educativo privato Kalmenhof di Idstein fu coinvolto nei progetti nazisti per l'assassinio di persone con disabilità fisiche o mentali. Nell'ambito dell'azione T4 il Kalmenhof funse da lager temporaneo, mentre le esecuzioni avvenivano a Hadamar. Dopo lo smantellamento delle camere a gas di Hadamar in seguito ad un movimento pubblico di protesta, in particolare da parte delle chiese, il Kalmenhof divenne sede delle esecuzioni, che avvenivano tramite iniezione letale. Anche nel periodo immediatamente successivo alla guerra risultano casi di maltrattamenti ai danni di ragazzi disabili o con problemi psichici (si vedano al riguardo HR Online ed alcuni articoli giornalistici).

### Sviluppo demografico
(dati relativi al 31 dicembre dei vari anni)
| Anno | Abitanti |
| ---- | -------- |
| 1998 | 22 346   |
| 1999 | 22 611   |
| 2000 | 22 611   |
| 2001 | 22 786   |
| 2002 | 22 998   |
| 2003 | 22 893   |
| 2004 | 22 893   |
| 2005 | 23 229   |

## Stemma
Lo stemma della città raffigura un castello dal perimetro circolare con due torri e due portoni tra i quali è appeso lo stemma della famiglia Nassau. Quest'ultimo è formato da un leone dorato in posizione eretta su uno sfondo azzurro.
Sulla bandiera di Idstein è riportato lo stemma su uno sfondo arancione ed azzurro, i colori del casato degli Orange-Nassau.

## Economia

### Trasporti
Idstein si trova sulla Strada tedesca delle case a graticcio e sulla Strada tedesca dei limi.
La città ha uno svincolo sull'autostrada federale 3 a nord di Wiesbaden tra Niedernhausen e Bad Camberg e una stazione ferroviaria con collegamenti diretti per Limburg an der Lahn e Francoforte sul Meno o Wiesbaden.
Dopo la costruzione di una circonvallazione cittadina, la B 275 corre in un ampio arco intorno all'area cittadina. Questo ha permesso di calmare in gran parte il traffico nel centro storico. Tuttavia, il volume di traffico nel centro della città è ancora elevato.
Al posto degli incroci, le rotatorie del centro città migliorano il flusso del traffico, a volte in modo significativo. La circonvallazione meridionale, progettata dal 1981 e completata nel 2006 nella prima fase di costruzione, porta ulteriore sollievo. Fornisce l'accesso a due nuovi complessi residenziali. Dalla fine di novembre 2008 è stato completato il secondo tratto, che alleggerisce il traffico all'interno della città tra Niedernhausen, il raccordo autostradale e Taunusstein. Dei quasi dieci milioni di euro di costi di costruzione, circa il 60% è stato sostenuto dallo Stato dell'Assia. I costi restanti sono stati sostenuti dalla città di Idstein e dal distretto di Rheingau-Taunus. Inoltre, è stato costruito un bacino di ritenzione per proteggere la città dalle inondazioni.
Le stazioni di Idstein (Taunus) e Wörsdorf della ferrovia Main-Lahn si trovano nella zona di Idstein. Il tratto di linea in questione è stato messo in servizio dalla Hessische Ludwigsbahn il 15 ottobre 1877. I treni circolano ogni ora sulla linea Francoforte/Wiesbaden-Niedernhausen-Limburg fino alle ore serali. A Niedernhausen è inoltre possibile cambiare con la linea S2 della S-Bahn in direzione di Dietzenbach attraverso i tunnel della S-Bahn di Francoforte e Offenbach e verso Wiesbaden attraverso la Ländchesbahn (a volte anche con treni diretti della HLB). Un prolungamento della S-Bahn fino a Idstein con una fermata a Niederseelbach è stato ripetutamente discusso, ma non è ancora stato realizzato. Anche questo aspetto è stato valutato in modo diverso dalle parti e in parte respinto.

### Aziende
Il sistema produttivo di Idstein è caratterizzato dalla presenza di circa 200 piccole e medie imprese, principalmente manifatturiere e del commercio al dettaglio. Quattro aziende su cinque hanno meno di dieci dipendenti.
Le principali aziende sono: RS systeme GmbH, Telco Services GmbH, Jack Wolfskin, DG-Verlag (una casa editrice), E. Schmitz Trading & Technical Services GmbH, Black&Decker/ELU-Gruppe (che produce apparecchi elettrici) e Thermoplast + Apparatebau GmbH.
Ha un notevole impatto occupazionale ed economico anche il Kalmenhof, un istituto educativo per giovani disabili.
I numerosi piccoli negozi dell'antico centro storico devono affrontare la concorrenza dei grandi centri commerciali, specialmente di Limburg an der Lahn e di Wiesbaden, città raggiunte quotidianamente dai pendolari, che costituiscono una parte significativa della popolazione di Idstein.

### Edifici storici

#### La Unionskirche
La Unionskirche è una chiesa che, con una facciata piuttosto semplice, svela al suo interno tutta la sua maestosità. La sua costruzione ebbe inizio nel XIII secolo e fu completata, in stile gotico, verso la metà del XIV secolo.
Contrariamente a quanto avviene solitamente per le chiese protestanti - Idstein aderì alla riforma luterana nel 1553 - nel XVII secolo il soffitto della navata centrale fu completamente ricoperto da ampie pitture ad olio della scuola di Rubens. Il nome della chiesa ricorda l'unione siglata nel 1817 ad Idstein tra la chiesa riformata e quella luterana, che presero il nome di chiesa evangelica.

#### Il Residenzschloss

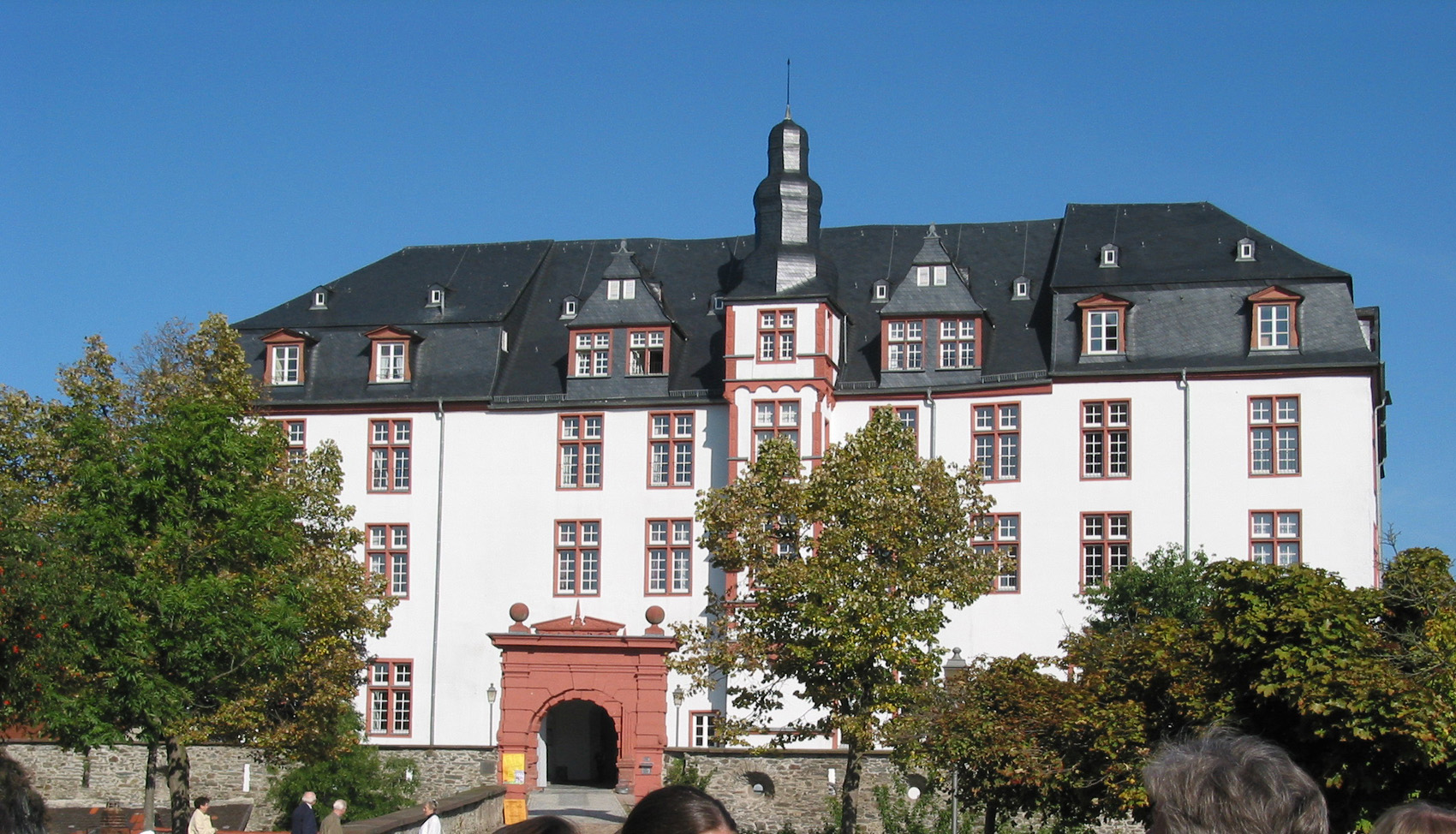
Il Residenzschloss

Il Residenzschloss è un castello costruito in stile rinascimentale tra il 1614 ed il 1634 da Jost e Henrich Heer (Höer) su una rupe rocciosa compresa tra i due ruscelli della città, che confluiscono in un unico corso d'acqua a valle di Idstein. Probabilmente la rupe del castello aveva già ospitato un edificio più antico fin dall'XI secolo.
Gli arredi del castello, attributi anche ad alcuni artisti rinomati, risalgono all'epoca dell'ultimo principe di Idstein Georg August Samuel (* 1665, † 1721).
Il castello (dal 1946 ginnasio Pestalozzischule) può essere visitato con l'accompagnamento di una guida.

#### LaHexenturm
Alcune costruzioni nella zona della Hexenturm, adibite alla difesa della città, risalgono al periodo tra il 1497 ed il 1588. Gli edifici furono profondamente modificati in seguito alla costruzione del castello nel XVII secolo ed al venir meno delle esigenze difensive. Il Bergfried (alto 50 m), meglio noto come Hexenturm, è l'edificio più antico di Idstein e si ritiene risalga al 1350 circa.
Non risulta che la Hexenturm, che letteralmente significa torre delle streghe, sia mai stato utilizzato come prigione per persone accusate di stregoneria. Alla base dell'edificio è collocata una lapide in memoria delle persone uccise perché ritenute streghe.

#### Altri edifici storici
Il piccolo centro storico è caratterizzato dalla presenza di numerose e variopinte case con intelaiatura a traliccio. Esso si estende dalla Hexenturm al Höerhof, costruito tra il 1620 ed il 1626 su un'altura di fronte al castello. Oggi il Höerhof ospita un albergo ed un ristorante.

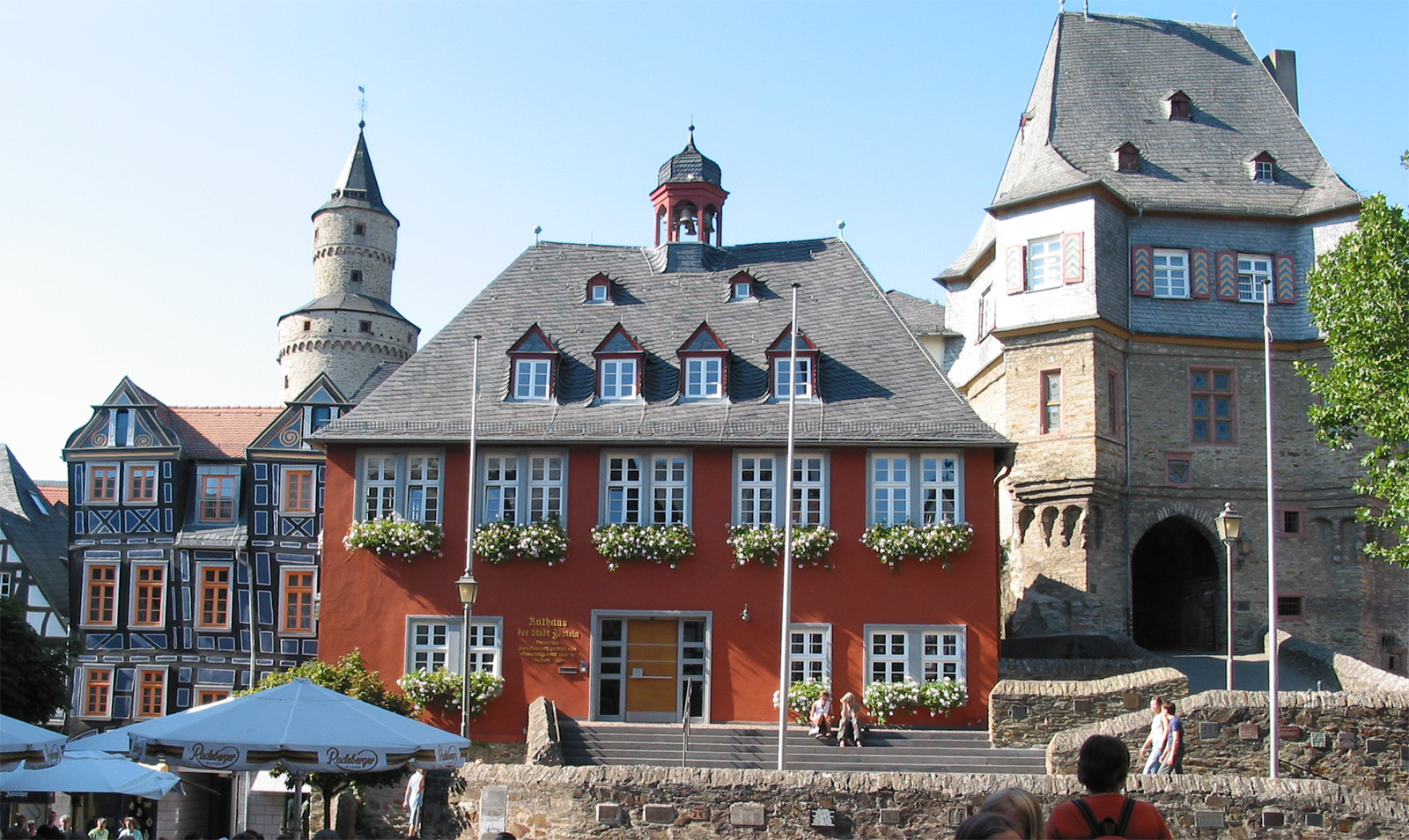
Il municipio con il Torbogengebäude

Vicino al Torbogengebäude, appartenente alle fortificazioni cittadine volute dai Nassau, si trova il municipio, risalente al 1698. L'edificio è stato gravemente danneggiato da una frana nel 1928, è stato poi ricostruito tra il 1932 ed il 1934.
Il König-Adolf-Platz, la piazza del municipio, è circondata da case con intelaiatura a traliccio, risalenti quasi tutte al XVII secolo. A sinistra del municipio sorge il cosiddetto Schiefe Haus, la casa storta, restaurata recentemente, fatta costruire nel 1527 dal maggiore Nicolay della milizia cittadina. Dalla parte della Unionskirche si trova il Killingerhaus del 1615, riccamente decorato, che dal 1987 ospita un museo e l'ente turistico.
Anche il resto del centro storico è caratterizzato dalla presenza di numerose case con intelaiatura a traliccio dei secoli XVI e XVII; molte di queste sono state restaurate negli ultimi anni. Di poco sotto lo Höerhof si trova lo Stockheimer Hof, costruito alla fine del XVI secolo come residenza dei signori di Stockheim. Dopo la fine della loro dinastia, tra il 1768 ed il 1776, la proprietà passò alla famiglia von Calm, da cui ha preso nome il già citato centro socialpedagogico SPZ Kalmenhof, che fino al 2005 era ospitato nell'edificio.
Nel Löherplatz erano sorte le principali fabbriche per la lavorazione del cuoio di Idstein. Scendendo dalla Unionskirche si trova ancora oggi il Gerberhaus, il vecchio magazzino del cuoio. La collocazione del sito industriale al di fuori delle aree più centrali e vicino al Wörsbach è dovuta ai cattivi odori legati al lavoro che vi si svolgeva ed alla necessità di approvvigionamento idrico. Oggi il Gerberhaus, completamente rinnovato, è sede di esposizioni ed altre manifestazioni culturali.

### Il Limes
Il territorio comunale è attraversato dal Limes, costruito dai Romani a partire dall'86 dopo Cristo. L'area urbana di Idstein era sul lato germanico.
In direzione di Niedernhausen, vicino a Dasbach, sulla Dasbacher Höhe, è stata ricostruita un'antica torre di guardia. Si ritiene che anche il campanile di Dasbach sorga sulle fondamenta di una torre di guardia romana.
Vicino alla frazione di Heftrich si trovava il castrum di Alteburg, di cui però non è conservata alcuna traccia. Oggi l'area è sede per tre volte all'anno di un tradizionale mercato, chiamato Alteburger Markt.
Il 15 luglio 2005 il Limes romano è stato dichiarato patrimonio dell'umanità dall'UNESCO.

## Attività culturali, feste e fiere
La manifestazione più significativa che si svolge annualmente è il Festival del Jazz, che attira da ormai più di 20 anni migliaia di persone. Durante il primo fine settimana delle vacanze estive si esibiscono fino a 75 diversi gruppi musicali su una dozzina di palchi all'aperto.
L'ampiezza dei vigneti nel comune di Idstein è piuttosto ridotta ed il vino prodotto non viene commercializzato, ma soltanto offerto gratuitamente in particolari occasioni. Nonostante ciò, annualmente si tiene una festa del vino, durante la quale vengono degustati vini provenienti in gran parte dalla zona del Rheingau, che si trova nello stesso circondario di Idstein.
Ogni due anni in primavera nella zona del Hexenturm e del castello si tiene l'Idsteiner Hexenmarkt, un mercatino con manufatti in stile medievale e vari intrattenimenti per i visitatori.
Da giugno ad agosto, il terzo giovedì di ogni mese si tiene l'Alteburger Markt nella frazione di Heftrich. Nell'area in cui si svolge il mercato sorgeva il castrum romano di Alteburg.

## Amministrazione

### Gemellaggi
Idstein è gemellata con le seguenti città:
|  | - Heusden / Paesi Bassi - Lana / Italia |  | - Uglič / Russia - Zwijndrecht / Belgio |